# Carmen Gisela Vergara
Carmen Gisela Vergara es una abogada, diplomática y experta en comercio internacional panameña. Fue nombrada secretaria general de la Secretaría de Integración Económica Centroamericana (SIECA) para el período entre julio de 2013 y junio de 2017 por el Consejo de Ministros de Integración Económica de Centroamérica.  También fungió como Ministra de Comercio e Industria de Panamá y fue Miembro de la Junta Directiva del Banco Centroamericano de Integración Económica (BCIE).  Actualmente se desempeña como Directora Ejecutiva de PROPANAMÁ.

## Trayectoria académica y profesional
Vergara estudió derecho y ciencias políticas en la Universidad de Panamá. Tiene un posgrado derecho bancario y financiero de la Universidad Externado de Colombia y un  posgrado en negociaciones comerciales internacionales en la Universidad de Santiago en Chile.
Después de completar su formación académica regresó a Panamá a trabajar en un banco estatal, como juez ejecutor, antes de colaborar en el establecimiento la agencia de promoción de inversiones de Panamá (PROPANAMÁ), en la cual fue subdirectora ejecutiva.  Su carrera en el Ministerio de Comercio e Industrias comenzó como la primera directora nacional de atracción de inversiones y promoción de exportaciones. Vergara luego estableció y administró la primera incubadora de empresas en la Ciudad del Saber de Panamá. Regresó al Ministerio de Comercio e Industrias como Viceministra de Comercio Exterior supervisando la promoción de exportaciones e inversiones y las negociaciones comerciales. Vergara fue nombrada Ministra el 1 de abril de 2008, y durante su mandato fue responsable de las negociaciones de acuerdos comerciales preferenciales con Singapur, Canadá, Colombia, Centroamérica y la Unión Europea, mientras promovía el desarrollo de industrias clave como la energía, la minería, la cinematografía, las industrias, entre otras.
Fue nombrada por el gobierno panameño como miembro de la Junta Directiva del BCIE en 2009.  Vergara fue luego nombrada por el Consejo de Ministros de Integración Económica de Centroamérica, Secretaria General de la SIECA el 1 de julio de 2013.  Durante su mandato se enfocó en temas como la facilitación del comercio, la igualdad económica y de género, y  las industrias creativas. Durante su mandato como Secretaria General, fue responsable por el establecimiento de la primera y única unión aduanera en las Américas, entre Guatemala y Honduras.
Al término de su nombramiento en la SIECA, Vergara se convirtió en Directora Ejecutiva de la Federación de Cámaras y Asociaciones Industriales de Centroamérica y República Dominicana.
En julio de 2019, el Ministerio de Relaciones Exteriores de Panamá nombró a Vergara como Embajadora y Directora Ejecutiva de PROPANAMÁ, la agencia nacional de promoción de inversiones y exportaciones.